# 褐蚶
，是魁蛤目魁蛤科栉毛蚶属的一种。主要分布于韩国、中国大陆、台湾，常栖息在潮间带至潮下带20米。